# Ζガンダム
- 機動戦士Ζガンダム > エゥーゴ > Ζガンダム
- 機動戦士ガンダムΖΖ > エゥーゴ > Ζガンダム

Ζガンダム（ゼータガンダム、ZETA GUNDAM） は、「ガンダムシリーズ」に登場する架空の兵器。有人操縦式の人型機動兵器「モビルスーツ（MS）」のひとつ。初出は、1985年放送のテレビアニメ『機動戦士Ζガンダム』。正式な表記はギリシャ文字「ζ（ゼータ）」の大文字を使用した「Ζガンダム」である。しかし、「サンライズ」や「バンダイ」の公式サイトの案内ではラテン文字のZ（ゼット/ズィー）が使われている。
作中の軍事勢力のひとつである反地球連邦軍政府組織「エゥーゴ」の試作型ガンダムタイプMSで同組織の象徴的存在である。航空機であるウェイブライダー形態に変形する可変MS（TMS）。主人公カミーユ・ビダンのガンダムMk-IIに次ぐ搭乗機として、劇中後半より登場する。続編の『機動戦士ガンダムΖΖ』では主人公ジュドー・アーシタの搭乗機となり、ジュドーが後継機であるΖΖガンダムに乗り換えてからは、「ガンダム・チーム」の一員であるルー・ルカがメインパイロットとなる。
本項目では、その他の映像作品やゲーム、雑誌企画などに登場する系列機、派生機についても記述する。
2018年にNHK BSプレミアムで発表された『全ガンダム大投票 40th』では、好きなモビルスーツで『機動戦士Zガンダム』のZガンダムが2位にランクインした。

## デザイン
メカニックデザインは、複数のアイディアを基に当時新人だった藤田一己が決定稿を描いた。当初のデザイナーだった永野護の降板後、前作のデザイナーで、富野から「世代交代するから休め」と言われ降板していた大河原邦男が呼び戻され、プロデューサーのオファーにより参加した複数のデザイナー（藤田も含む）もアイデアを出した。そして最終的に藤田が大河原と永野の原案をまとめてデザインした。変形システムはフライングアーマーが前方に回転して胸の下に入り込む大河原案が採用され、外形は永野の初期ラフ稿やイラストを参考に、メインデザイナーである藤田がクリーンアップした。また採用されなかったデザイン案も多数あり、それらの一部は百式やサイコガンダムなど他の登場MSに流用されている。

運用するエゥーゴがスペースノイド主体の組織であり、地球至上主義者のティターンズと戦うという設定から「地球へ侵攻するための兵器」「大気圏突入のための変形」というコンセプトを導き出し、大気圏突入の当時の最新の技術を調べた結果、いくつかの候補の中からウェイブ・ライダーへの変形案が採用された。
デザイン完成までに複雑な過程を経た結果、顔では「への字」型のスリットや赤い顎がないなど、「ガンダム (RX-78)」らしさが排除されている。フェイスマスクは鋭く印象的な口元のシャープなデザインで、以後多く踏襲される｢4本アンテナ｣の開祖でもある。配色についても白を基調としたトリコロールではあるものの面積の多い青の印象が強く、脚部は人型のフォルムを重視せず足首を設けない末広がりになっているなど、ほかのガンダムとは一線を画している。その結果、「Ζ系」というRX-78系とは異なるガンダムの1カテゴリーを確立し、以降のシリーズ作品にも本機に似たフェイス形状や航空機型への変形機能を持つガンダムタイプMSが複数登場している。

### Ζガンダムのデザイン過程
当初は総監督の富野由悠季からの指名でメインデザイナーに抜擢された永野護が担当する予定だった。物語の冒頭から登場する番組名を冠した主役MSとして新型ガンダムをデザインするはずだったが、先行して提出したリック・ディアスやガルバルディβのデザインがサンライズやバンダイから良い評価を得られなかったことで降板することになった。代わって新型ガンダムのデザインには、前作『機動戦士ガンダム』のデザイナーである大河原邦男と新たにメカデザイナーとして起用された新人の藤田一己が参加することになった。
主役機のΖガンダムが可変MSとなった背景には、マーチャンダイジング的な意味合いがあった。当時、スポンサーのバンダイが玩具メーカーとしてライバル視していたのは『戦え!超ロボット生命体トランスフォーマー』に登場する変形ロボット「トランスフォーマー」を扱うタカラだった。アメリカでの大ヒットを受け、タカラはその玩具を逆輸入して販売していた。また『超時空要塞マクロス』に登場する可変戦闘機バルキリーもアニメファンの支持を受けて人気だった。それらの商業的成功をバンダイは無視できず、すでにロボットアニメの代名詞的存在だったガンダムも「変形」という当時の流行を取り入れざるを得なかった。またアニメ制作会社のサンライズでも、それ以前に制作した『聖戦士ダンバイン』（ビルバイン）、『重戦機エルガイム』（エルガイムMk-II）において、番組後半から変形機構を持った強化型の主人公機を登場させた経験を持っていたこともあり、こうしたバンダイの提案を総監督の富野由悠季は快諾した。だがアニメの制作側としても意味もなく変形を取り入れることは許されず、登場させる意味やデザインの必然性が求められた。
デザイン決定から商品開発までに膨大な作業と時間を要し、番組への登場は後半開始の3クール目にまでずれ込んだため、テレビシリーズ前半には代わりにガンダムMk-IIが主役級MSとして使用された。番組開始時にはまだΖガンダムのデザインは完成しておらず、オープニングアニメーション冒頭で出現する「謎」のMSのシルエットはΖガンダムでもガンダムMk-IIでもなく、あくまで新型ガンダムの「イメージ」を表したもので、デザイン自体は永野の残した“ニューガンダム”のラフを基に藤田が仕上げたものを使っている。
Ζガンダムの決定稿デザインが未発表だった段階でも、その名称と変形するという設定のみ事前情報として公開されており、関連雑誌である「コミックボンボン」、「模型情報」などでは、これに関連して読者が考案したオリジナルのΖガンダムデザインを公募するキャンペーンが実施された。後年の『機動戦士ガンダムSEED』のような本編での採用を前提としたデザインコンペではなく、あくまでもプロモーションの一環であり、優勝したデザインは本編には登場していない。なお、ボンボン掲載の漫画『プラモ狂四郎』には「オリジナルゼータガンダム」として登場を果たした。

### コンセプトデザイン案
前番組「重戦機エルガイム」の放映が折り返した頃、富野由悠季監督からの内密の私的な依頼で、永野護が新作のガンダムのMSのコンセプトデザインとして「ZETA」や「ZETA GUNDAM」と記されたラフ稿を数点制作した。その時点では作品についてはまだ何も決まっておらず、ただ「Ζガンダムという主役MSを作ってくれ」とだけ言われてデザインしたため、あくまで登場するMSのコンセプトをイメージしたものであった。富野監督にはまったく新しいMS像を作りたいという意識が強かったようで、永野は「好き勝手描いていい」「とにかく永野バージョンのガンダムではなく新しいロボットを作ってくれ」と言われた。そのためか、頭部に額のV字アンテナが無いなどデザインからはガンダム的な意匠が除かれている。また全体的に細身で頭身が高く、背部に2基のバインダーを持ち、モノコック構造ではなく可動のため装甲が分割されてフレームから独立したムーバブルフレームで、ビーム・ライフルは手持ちではなく前腕に装着し、脚部は内部の構造がむき出しになっているなど、永野の個性が強く出ている。富野監督は変形や合体にこだわっていたが、永野はせっかくガンダムというネームバリューのある作品なのにマクロスのバルキリーの二番煎じは嫌だと消極的だったため、第一稿は初代ガンダムと同じくコア・ファイターと合体する形態で変形はしないものだった。第二稿も変形できるとされてはいるものの具体的な方法は描かれていない。これらのデザインはのちに藤田一己によってクリンナップされ、百式となった。またΖガンダム（頭部）、リック・ディアス、ガンダムMK-II、ネモ（シールド）、永野自身による小説版のガンダムMk-II（エプシィガンダム）や百式などのデザインの基ともなっている。
大河原邦男が最初に描いたのはRX-78ガンダムのイメージを色濃く受け継ぐもので、それにMSVやMS-Xの流れも取り入れたデザインだった。次に永野のコンセプトデザインを参考に7点ほどのデザインを描いたが、V字アンテナやツインアイといったガンダム的記号を使わない頭部など、いずれも永野と同様に新しいデザインを模索したものとなった。しかし、ガンダムMk-IIの登場が決まってからは、デザイン作業はRX-78の延長線上にある後継機的なものへと移行して行った。
それ以外にも、様々なデザイナーにより、Ζガンダムという作品の方向性を模索するための「特定のMSを意識しない、それまでのMSに代わる新しいコンセプトのデザイン」が提案された。藤田一己もΖガンダムのデザイナーに抜擢される前にいくつかデザインを提出している。

### 変形案
Ζガンダムは可変MSとなることが決定し、いくつかの変形システムが提案された。
バンダイの村上克司による案は、デザインはRX-78ガンダムとほぼ同じで、大気圏突入のための変形というコンセプトはロバート・A・ハインラインの小説『宇宙の戦士』に登場する降下用カプセルをモチーフとした変形形態（モビル・フォートレス形態）という形で取り入れられている。このデザインは、藤田によるクリンナップを経てサイコガンダムとして劇中に登場する。
大河原邦男の案はスペースシャトルのように大気圏突入するウェイブ・ライダーへの可変機構を取り入れたもので、複数のアイデアスケッチが描かれている。その中の一つはただ寝そべるだけでスペースシャトルそのものの形状に変形するというシンプルな案で、アニメーションとしての作画のしやすさと玩具としての壊れにくさやコストダウンを考慮している。この案は、後にホビージャパン別冊『HOW TO BUILD GUNDAM WORLD 3 MOBILE SUIT Ζ GUMDAM』にシャトルガンダムとして登場している。また、ほかに背面の折り畳み式のVG翼（可変翼）が前方に回るという変形方法があり、決定稿にはこれが採用された。

### 決定稿
決定稿は、もともとはゲストメカのデザイン担当として参加していた藤田一己が様々なデザイナーの案をまとめて最終的にクリンナップした。藤田自身は「デザインする際に具体的に活かされたのは大河原の原案と永野の原案、そしてバンダイの森島隆之のギミック変更案だった」と語っている。1984年12月に初稿を起こし、1985年1月上旬には、番組開始時から流される前期オープニングテーマの映像用に、永野の初期稿を基にアンテナの無い頭部を描いている。これはΖそのものではなく新型ガンダムのイメージを表したものであり、決定稿とはデザインが異なる。2ヶ月ほどかけて漫画家の近藤和久やモデラーの小田雅弘の協力で立体を想定した変形の検証などを行い、3月にほぼ決定稿に近いデザインを完成させた。

## 設定解説
エゥーゴとアナハイム・エレクトロニクス（AE社）による共同計画「Ζ計画」で開発された第3世代モビルスーツ。
宇宙世紀0086年初旬、エゥーゴと協力関係にあったAE社は、エゥーゴからの依頼を受け、リック・ディアスの完成と同時に次世代の高性能MS開発計画「Ζ計画」を発動させる。
本機を開発するにあたり、開発チーフはカツミー設計技師、総合技術オブザーバーは旧ジオン公国出身のアレクサンドロ・ピウスツキ博士が担当している。まず、当時開発が進められていた機体をベースとしたデルタガンダムを設計するものの、これはフレームの強度不足から採用が見送られた。その後、アクシズからの技術交換によって得られたデータをもとに、より変形機構が簡易な実験機であるメタスを開発するが、これは難なく進捗し、データ収集も完了するものの、既存のMSとはスタイルが異なる試作機の域を出ないものであり、白兵戦には適さない機体となる。
そこで非変形型のプロトΖガンダムが開発されるが、AE社特有のブロックビルドアップ機構により生産・整備性を高める狙いがあるものの制御系に課題を残していた。このプロトΖガンダムをベースに変形機構を盛り込む試みが行われ、変形機能こそ実証するものの、フレームの設計がMS形態時における金属疲労に耐えきれないことから実用化には至らなかった。
その後、ティターンズが開発したガンダムMk-IIが同社に持ち込まれたことで状況は一変。ガンダムMk-IIに採用されたムーバブルフレームの設計思想は斬新であり、可変MSに要求される機能を十分に備えたものであった。AE社は、この技術の取得後に大気圏突入能力の実証を目的としてフライングアーマーを開発。ガンダムMk-IIのオプションとして用意し、データの収集を行った。さらにカミーユ・ビダンによる変形MS案のプロットを採用。ムーバブルフレームによる可変機構がAE社所属のゲルハルト・グルック博士の手により実用化される。
こうして完成したΖガンダムは「ウェイブライダー」（以下WR）と呼ばれる巡航形態への変形能力を有し、大気圏突入をも可能とする破格の汎用性を実現した。本機のムーバブルフレームの基本構造はコピーが容易であるうえに他の機体とは比較にならない強度を持っていたため、以後に開発されたMSのほとんどがどこかにこの構造を取り入れている。
ジェネレーター出力も高く、高出力の超小型核融合炉を備え、ΖガンダムはU.C.100年代の機体にも近似する仕様といえる。当時のAE社内において第二のRX-78 ガンダムとして期待された。
装甲材質
装甲材質はリック・ディアスや百式と同様にガンダリウムγを使用し、さらなる軽量化と高剛性を実現している。この素材の採用がなければ本機は自重によって機体各部の運動性を損ない、変形の所要時間を短縮することもできず、実用機としては完成しなかったといわれる。大気圏突入を行う機体の性質上、外装やシールドは入念な耐熱処理が施されており、ビームによる射撃・斬撃にも数回ながら耐えうる。ただし、シールドはWRの一部を構成するパーツでもあることからデリケートな構造であり、整備面で若干の問題があった。
各部機構
熱核ジェット / ロケットエンジンおよびミノフスキー・イヨネスコ型熱核反応炉は変形機構が集中する胴体部を避け、左右の脛部に搭載された。これらのエンジンやジェネレーターの開発はAE社所属のオスカー・ライエル博士によるもの。構造にはGP01Fb脚部開発の折に培われたノウハウが生かされている。結果的に分散配置となり片脚を喪失した場合でもある程度の出力が維持される。背部にはAMBACとスラスターとしての機能を併せ持つロングテール・バーニア・スタビライザーを装備、大気圏内外において優れた加速性能を発揮する。また背部ムーバブルフレームに接続されるフライングアーマーには複数のモデルがあり換装が可能である（ウェイブライダーに後述）。
高性能な可変システム
本機は当時の可変MSとして傑出した完成度を誇り、緻密な変形機構によって高性能なMSとWRを両立した。MSとWRでは基本構造や必要とされる技術がまったく異なるが、それゆえに双方の機能を併せ持つ本機は戦術的に大きな意味を持つ。これは自身の兵器としての性格を任意に変更できるということであり、旧来のMSにおいては実現不可能な戦術であった。すなわち本機は「自らのMSとしての戦力を自力で戦線に空輸することが可能」である。
ハイコスト
本機は系列機の優秀さも相まって評価は高い反面、複雑な機体システムや大気圏突入機ゆえの高コストや劣悪な整備性といった問題が残され、そのままの形で量産化に移行することは不可能であった。このため系列機では様々な改善案が導入された。さらに機体挙動自体も非常にピーキーで先鋭的な特性を示し、操作性の低下を招いた。後に簡易サイコミュであるバイオセンサーが搭載されるなど操縦系統に改良が施されているが、根本的に搭乗者を選ぶ傾向に変化はなく、系列機のリゼルではリミッターが設けられた。
バイオセンサー
AE社によって、ニュータイプの素養がある人間の搭乗機に極秘裏に組み込まれたインターフェイス。準サイコミュあるいは簡易サイコミュの一種で、パイロットの脳波制御により機体のコントロールが補助され追従性が向上する。詳細は「サイコミュ#バイオセンサー」を参照。
ハイパー化
カミーユの怒りに反応して定格以上の出力と仕様にない機能を発揮した状態。
この状態は「機体周囲のミノフスキー粒子の不可測挙動を制御する実験のために秘密裏に装備されたサイコミュによるもの」という説もあり、作中ではビーム・サーベルのビーム刃を長大化させたり、機体表面にメガ粒子ビームを偏向させるバリア状のフィールドを纏っていた。

### 武装・装備
60ミリバルカン砲
連邦系MSの標準固定装備で、頭部に2門装備。装弾数は600発。
ビーム・ライフル
型式番号：XBR-M-87A2
ボウワ社製。長銃身・高威力の専用ライフルで、出力は5.7メガワット。ガンダムMk-IIと共通のEパックを使用し、互換性が保たれている。不使用時には銃身を縮め、センサーとグリップを畳み、背中もしくは前腕裏面のラッチにマウント可能。WR時も機体上部、ロングテール・バーニア・スタビライザー基部に装着したまま固定ビーム砲台としての運用も可能。銃口からビーム刃を形成してロング・ビーム・サーベルとしても使用可能。
ビーム・サーベル
型式番号：A.E.BLASH XB-G-35/Du.105
腰部スカートアーマーのホルダーに左右1基ずつ収納される。Ζガンダム専用に開発されており、出力は0.65メガワット。瞬間最大出力は標準的なサーベルの数倍に達する。WR形態ではホルダー口が機首方向に向くので、固定したままビームガン（出力1.3メガワット）として使用可能。ただしビーム射撃武器としては出力が低く、あくまで牽制用の武装と位置づけられている。
ハイパー・メガ・ランチャー
型式番号：FXA-03M2
オプション装備の大型メガ粒子砲で、「メガ・ビーム・ランチャー」とも呼ばれる。Ζガンダム用に開発された対艦攻撃用兵装である。出力は8.3メガワット。
ミノフスキー・イヨネスコ型熱核反応炉／ジェネレーターを内蔵しており、外部からのエネルギー供給がなくとも発射できる。ただし、MS側からのエネルギーも併用することで、連射間隔を縮めることが可能。固有の推進機を備えており、移動時にデッド・ウェイト化することがないが、質量が大きく機動時に多大なモーメントを発生させるため、近接戦闘には適さない。ビーム・ライフルと同様に銃口からビーム刃を形成してロング・ビーム・サーベルとしても使用できる。折りたたみ機構によりWR形態でも装着携行が可能で、第47話ではWR時の下部（シールド外面)に装着している。百式が使用したメガ・バズーカ・ランチャーと比較すると一射あたりの威力は劣るものの、発射の回数と速射において上回る。
Ζガンダム開発計画の折には、百式によるメガ・バズーカ・ランチャーのテストがフィードバックされている}
なお、本兵装の名称はTV版『機動戦士Ζガンダム』の設定画決定稿に於いて「ハイパーメガランチャー(大砲)」と明記されているが、アニメ本編を含め『機動戦士ガンダムΖΖ』の本放送中まで「メガビームランチャー」という呼称も使用されていた}。しかし、『ΖΖ』本放送終了後はアニメーション本編劇中以外のメディアでは全て「ハイパーメガランチャー」で統一されるようになった。
2連装グレネード・ランチャー
左右の前腕部に装備する榴弾砲。標準状態の装弾数は片側4発。名称や外形はグレネードであるが、簡易なロケットと追尾装置が組み込まれており、実質的には短距離誘導ミサイルである。的確な運用であれば敵機に致命的な損傷を与えることも可能。弾頭そのものはハンドグレネードとしての投擲も可能。オプションの増加カートリッジによって装弾数の追加も可能（19発）。だが、カートリッジを装着したままWR形態に変形はできず、取り外す必要がある。他に、弾頭をアンカーワイヤー射出ユニットに変更も可能で、奇襲攻撃などに有効。
シールド（サブ・ユニット）
型式番号：FF-XV-SH-609Z
通常左前腕裏面のラッチに装着される。フライング・サブ・ユニットとしての機能を有し、上部の赤い部分はWR形態では機首となる。耐熱性・耐弾性共に高く、シールドとしての性能も高い。劇中では、グリプス戦役の最終決戦においてWR形態での体当たりにおいて、機首部分でジ・Oの正面装甲を突き破り、パイロットのパプテマス・シロッコを圧殺している。『機動戦士ガンダムΖΖ』では、格闘戦時の打突に使用され、先端部の突起でガザD の頭部を損壊させるシーンもある。劇場版『機動戦士Ζガンダム A New Translation』ではシールド裏側にグレネード・ランチャーを搭載している。伸縮機能があり、『Ζガンダム』の2代目OPでは赤い部分が伸びる様子が描かれている。
シールド（ウェイブシューター用）
本機はWR用とウェイブシューター用とで二種類のシールド（サブユニット）が用意されている。こちらの形状はWR用のに比べ、側面部がやや大型となっている。シールド内にはスラスターを内蔵。
小型ロケット弾
『機動戦士Ζガンダム』第25話、劇場版『機動戦士Ζガンダム 恋人たち』で、ヤザン・ゲーブルのギャプランに対してWR形態にて一斉発射した。
ハイパーバズーカ
『機動戦士ガンダムΖΖ』第19話でガンダムMk-IIから拝借して使用している。
フライングアーマー
型式番号：FXA-01、FXA-01B、FXA-01C
Ζガンダムの標準型フライングアーマー。MS形態では背部に装備する。切り離し可能な構造となっており、マウントラッチによって交換も可能。
フライングアーマー（ウェイブシューター用）
型式番号：FXA-01K、FXA-01K-VW
ウェイブシューター専用のフライングアーマー。VG翼(可変後退翼)型で、大気圏内における飛行特性や航続距離、離着陸距離を向上させるほか、宇宙でもAMBACシステムとして活用できる。1号機では01K型とその発展形にあたる01K-VW型を装備している。資料によってはプロペラントタンクのようなパーツを増設したデザインも存在する。ウェイブシューター装備仕様には、プロペラントタンクを備えた大型フロントスカートもオプションとして用意されている。
カラバ側では01K-VW型のテスト結果を受けてΖプラスの開発が決定し、同系列（VG翼型）のものが基本装備となった。同時期のカラバでは3号機を使ってFXA-01K-VW2型（ストライクユニット）装備が運用されていた。
増設エンジンユニット
ウェイブシューター時のリアスカート部に装着可能なオプション。熱核エンジンとプロペラントタンクが一体となっており、長距離飛行の際に用いられる。MS形態時は投棄される。

### ウェイブライダー
「ウェイブライダー」は、主としてリフティングボディ機の超音速飛行時に「衝撃波の上に乗る」ような飛行形態を指し、本機の巡航形態の名称もこれに由来するが、慣用的にあらゆる可変MSの変形状態を指すことも多いとされる。
本機の変形システムはVMsAWrs（ヴァモーズ、Variable Mobile-suit And Wave-rider system ＝ モビルスーツとウェイブライダーに変形する機構）と呼称され、プラモデルでは機体胸部などにロゴがマーキングされている。
WR形態へと変形することで本機はバリュートなどのオプションを装備することなく、単独で地球への大気圏突入が可能となる。MS形態では背部に配置されているフライングアーマーはWR形態では下面に配置され、機首部も構成するシールドと共に衝撃波を機体の下面に集中させる構造となる。機体は装甲素材の耐熱性だけでなく、その衝撃波に乗ることで大気圏突入時の熱からカバーされる仕組みとなっている。
本機の配備以前に、ガンダムMk-IIの大気圏突入用の装備として非変形のフライングアーマーが開発されている。それは「Ζ計画」の一環として行われており、ジャブロー侵攻戦で運用された同装備により、本機のWRの機能が検証されている。
WRは大気圏突入能力のみならず、宇宙戦闘機としても優秀な加速性能、および航続距離を備えている。MSからの機体形状の変更は、機体各部に分散配置されたスラスターのベクトルを後方に集中させ、全推力を加速のみに用いることを可能とさせる。しかし腕部や脚部などのモジュールは機体剛性の確保のため固定され、AMBAC機能は失われる。従って直線加速には優れるが、運動性はMS形態より低下する。その特性から、大気圏突入時以外での運用はおおむね高速移動を目的とされている。
サブフライトシステムとしての運用も可能である。WRの上面にMSを1機乗せたまま大気圏突入を行うことが可能で、テレビ版『機動戦士Ζガンダム』第35話では百式を、『機動戦士ガンダムΖΖ』第23話ではエルピー・プルのキュベレイMk-IIを乗せて地球に降下している。また、ド・ダイ改のようにMSと連携した戦闘を行うことも可能で、キリマンジャロ襲撃戦では、クワトロが無人のWR形態の本機に百式を乗せて遠隔操作により飛行し、カミーユの元に機体を運ぶシーンがある。
WRは熱核ジェットエンジンによって大気圏内飛行も可能であるが、機体の翼面積が小さく、膨大な推力によって強引に機体を飛翔させているに過ぎない。そこで空戦能力付与のため、可変後退翼を備えるフライングアーマーも考案された。これを装備するΖガンダムの巡航形態は「ウェイブシューター (WAVE SHOOTER)」と称され、大気圏突入能力を省略して、大気圏内での低空飛行性能や離着陸距離、航続距離などの航空能力の向上が図られている。MS形態時にはウイング・バインダーとしても機能するこのフライングアーマーの設計案は、後に量産機として開発されるΖプラスへと受け継がれている（#プラモデルも参照）。

#### 変形プロセス
人型のMS形態から戦闘機型のWR形態への変形行程をおおむねの順に列挙すると以下となる。
1. まず背面のロングテール・スタビライザーの基部が変形する。それによりスタビライザーは下方（WR形態の後方）へ伸び、腰部後方のスカートアーマーと一体化。ビーム・ライフルを携行している場合、MSの腕によってスタビライザー基部のラッチに装着される。
2. 頭部はアンテナを畳んだ状態で機体中心方向に引き込まれる。同時にコクピットを含む胸のブロックが跳ね上がり、腹部パーツが収縮。股関節が伸長して両脚部の間隔が空き、そのスペースに両腕が収納される。
3. 胴体、四肢の変形と同時に連動して、背部左右のフライングアーマーの基部であるムーバブルフレームが作動。それぞれのフライングアーマーが上下反転して正面側（WR形態の下面）へと移動する。顔を隠すように中心に装着された腕部シールドを左右から挟む形で合わさり、WRとしての機体下面パーツを構成。
4. フライングアーマーが移動される間に、脚部は以下の様子で一斉に変形する。爪先と踵を閉束しながら、両下脚部は膝部の変形により背面（WR形態の上面）へと移動、足首後方のスラスターノズルが引き出される。脚部の変形とほぼ同じタイミングで腰部左右のスカートアーマーがそれぞれ上下反転して前方へと移動、機体の側面部を保護するパーツとなる。
5. フライングアーマーから翼が引き出されてWRへの変形が完了。

非常に複雑なものであるが、設定では0.5秒ほどでMS形態からWR形態へ変形を完了する。アニメにおいても上記の行程が間断なく、多くが同時進行され瞬時に変形する様子が描かれており、後期オープニングのラストシーンでも本機はMS形態からWR形態へと一瞬で変形して飛び去る。しかしアーガマからの発進時など、変形シーンが見せ場となる場合はより時間を掛けて演出されており、初期はWRへの変形完了時に引き出される翼の表面にハイライトが走るなど作画も丁寧なものとなっている。
WR形態からMS形態への変形は先述とは逆の手順となり、同様に見せ場とされている。その際、変形を回転しながら行う演出がバンクシステムとして用いられた。『機動戦士ガンダムΖΖ』第1話「プレリュードΖΖ」では、その映像をクワトロ・バジーナが本機の変形シーンとして説明しており、シンタとクムがカミーユが目を回さないことに驚いている。

### 劇中での活躍

#### 機動戦士Ζガンダム
『機動戦士Ζガンダム』本編としての作品は、テレビ版、小説版、漫画版、後年制作された劇場版が存在する。本機はいずれの作品においても主人公カミーユ・ビダンの乗機として活躍し、物語後半の主役機を務めた。以下、主にテレビ版について記述する。
初登場は第21話。カミーユのガンダムMk-IIがティターンズのジェリド・メサとマウアー・ファラオが搭乗する新型機ガブスレイと交戦し、コクピットを潰されそうになる窮地に追いまれるが、WR形態の本機がアポリー・ベイの操縦により駆け付け敵を撃退する。これにより本機は初めて実戦投入された。小説版では撃退後、カミーユの目の前でMS形態に変形し、アポリーが地球から戻ったカミーユへの挨拶としてカメラアイを光らせるアクションがある。
以降はカミーユがメインパイロットとなり、エゥーゴの主力としてグリプス戦役を戦い抜く。劇中ではMS形態とWR形態を巧みに使い分け、キリマンジャロ襲撃戦ではWR形態で百式を乗せて大気圏に突入している。
一時的な搭乗者としては初登場時のアポリーのほか、第24話で月のフォン・ブラウン市に潜入したカミーユに本機を送り届けるため、レコア・ロンドが搭乗している。
物語終盤では、宇宙世紀史上最高と言われるカミーユのニュータイプ能力に本機のバイオセンサーが反応。ビーム兵器の攻撃を弾くオーラを機体に纏い、ビーム・サーベルを長大に伸展させヤザン・ゲーブルのハンブラビを斬り裂くなど、スペックを超える性能を発揮する。シロッコとの決戦では死者の思念を取り込み、何らかの干渉でジ・Oを制御不能にする現象をもたらしている。直後、WR形態での体当たりでジ・Oを撃破する。
グリプス戦役でのΖガンダムの戦闘、それを経ての最後の演出は各メディア作品により異なる。相違点を以下に記述する。
テレビ版
WR形態でジ・Oに体当たりをして撃破。Ζガンダムに目立った損傷はなかったが、パイロットのカミーユは限界を超えたニュータイプ能力を発揮したため精神に異常をきたす。そこをファ・ユイリィのメタスに発見され、共にアーガマに帰還する。
小説版
ビーム・ライフルを持った腕をジ・Oに切り落とされたΖガンダムは、発現したバリアーでジ・Oを跳ね飛ばす。ジ・Oはコロニーレーザーの照射に巻き込まれ消滅した。その後カミーユはロザミア・バダムのサイコガンダムMk-IIとゲーツ・キャパのバウンド・ドックの相討ちを目にして精神崩壊。その際からコクピットのハッチは開放されたままとなり、ファのメタスに発見された時、カミーユのヘルメットのバイザーも開いていた。
劇場版
発射寸前のコロニーレーザー内でキュベレイとの戦闘時にはビーム・サーベルを投げ、回転するサーベルのビーム部分にビーム・ライフルを撃つ（当てる）ことでビームを拡散させる技「ビーム・コンフューズ」を使い、キュベレイのファンネルをまとめて撃ち落としている。
ジ・Oに回し蹴りを仕掛けた直後、テレビ版と同様にWR形態での体当たりにて撃破。超常の力を発揮して呆然となったカミーユが我に返るのと同期するように、（破損した）シールドとフライングアーマー、ロングテール・スタビライザーを切り離しつつMS形態へと緩やかに変形。ファがメタスで回収のために迎える。
なお、劇場版は3部の公開前に1〜2部がアニマックスにて放送されており、その際に福井晴敏、Gackt（現・GACKT）と対談した富野由悠季は「Ζガンダムの変形がゆっくり見られなかったのが残念」と発言した。これについては後に、「思い切りネタバレになってしまうためにこの結末（3部のこのシーン）について何も言えず悔しい思いをした」と語っている。

#### 機動戦士ガンダムΖΖ
『機動戦士ガンダムΖΖ』では、テレビ版『Ζ』でのメールシュトローム作戦終了後、修理もままならない状態でアーガマに置かれている。同艦はサイド1コロニー「シャングリラ」に寄港するが、ジャンク屋を営むジュドー・アーシタとその仲間達が本機に目をつけ、盗んで売り払うために侵入、ジュドーは成り行きから本機に搭乗する。この際、彼は初陣とは思えぬ操縦でΖガンダムを動かし、ティターンズの残党ヤザン・ゲーブルを撃退する。その後、「シャングリラ」制圧を目論むネオ・ジオン軍のマシュマー・セロ率いる巡洋艦エンドラのMS隊に対抗するため、ファ・ユイリィ（第5、7話）やアストナージ・メドッソ（第6話）も一時的に搭乗するが、いずれもジュドーに操縦を交代し、撃退している。
そのうちにジュドーはアーガマの一員となり、本機のメイン・パイロットとなる。再びアーガマの主力として活躍し、エンドラのMS隊の襲撃を幾度も退ける。しかし、第11話でハンマ・ハンマの猛攻によって頭部を破壊されてしまい、以降ジュドーは入れ替わるように配備されたΖΖガンダムのメイン・パイロットとなる。第16話でアーガマはラビアンローズと合流、その際に頭部の修理が完了し戦線に復帰、第17話からはルー・ルカがメイン・パイロットを務める。ただし、大気圏突入時や地上ではΖΖガンダムより小回りが利くという理由で、ジュドーが本機に搭乗することも多い。
ほかの搭乗者としては、ビーチャ・オーレグが4回（第20、33、41、42話）ともっとも多く、初出撃時にはほかのMSとは違う本機のパワーに驚嘆している。それ以外ではエル・ビアンノ（第29話）とモンド・アガケ（第43話、ただし戦闘には参加せず）が1回ずつ。イーノ・アッバーブも1回のみだが、第12話で頭部のない状態の本機に、ジュドーらが発見したザクIIから頭部を移植して出撃している。あくまで応急措置であり、全天周囲モニターもまともに機能していないが、ガザC部隊を相手に善戦している。なお、この状態の本機をイーノは「Ζザク」と呼称している。
第46話では、アクシズへ突入した際にクィン・マンサの攻撃を受け、同機のオールレンジ攻撃の前に機体は沈黙するが、駆けつけたフルアーマーΖΖガンダムによって窮地を脱する。アクシズ陥落の際、搭乗者を失いコクピットを開放したクィン・マンサをビーム・ライフルで破壊するが、Ζガンダムはこの戦闘で中破し、一時放棄された。パイロットのルーはΖΖガンダムに救出され、無事に帰還している。
本機のその後については不明である。公式関連の書籍には、戦後すぐに地球連邦軍が回収し修復されるも、ニュータイプの反乱を恐れた高官により他のガンダム・タイプと同様秘匿されたことが多く記載されている。第二次ネオ・ジオン抗争時はロンド・ベルがΖガンダムの使用を申請したが、実機の所在不明として却下されている。
なお、番組のアイキャッチは全話を通して本機のものとなっている。第1クール以後、主役機がΖΖガンダムに移ってからもそのまま変わることはなかった。なお、『機動戦士ガンダムΖΖ』Blu-ray BOXに収録された短編映像作品『GUNDAM FRAG.』においてΖΖガンダムのアイキャッチが制作されている。

#### その他
徳間書店より発売された小説『機動戦士ガンダム 逆襲のシャア』でアムロ・レイが「なんでΖガンダムが手に入らないんだ？」と久々に再会したブライト・ノアに疑問を投げ掛ける場面がある。入手できなかった理由は、ハマーン戦争終結後に、連邦政府は「ガンダム」という名前だけで核兵器と同じように考えるようになったため、永久保存という名目で保管された状態になっていた。この閣議決定を覆す力はロンド・ベルに協力していた連邦政府高官ジョン・バウアーにもない。また、ブライトの予想では保管場所を知っている連邦政府議会のトップもその存在を忘れているだろうと語られた。ただ、Ζガンダムのフレームは簡単にコピーできバカみたいに強度があるという特性があったため、そこにメガ粒子砲のエンジン・コアをランドセル(バックパック)に付けて巡洋艦的攻撃力を持たせた改造MSリ・ガズィをアムロは製作した。
本機の改修（レストア）もしくはレプリカ機が登場する作品は数多く描かれた。書籍『機動戦士ガンダム公式設定集 アナハイムジャーナル』では、宇宙世紀0100年の記念式典に特別にレストアされたΖガンダムとメタスがデモンストレーション飛行を行っている。書籍『ガンダムMSグラフィカ』では、宇宙世紀0097年の特別任務に際しAE社建造によるコピーあるいはレプリカ機が用意され、フリーランスの傭兵「ライトニング」が搭乗した。この機体はカミーユ機にほぼ準じた外装であり、大型コンフォーマルタンクシステムを追加装備しているのが特徴である。ムック『マスターピース ゼータ・ガンダム』では、ルー・ルカ機がΖプラスなどの形状の似たパーツを用いてレストアされ、宇宙世紀0091年6月リ・ガズィの完成披露式典に特別展示された（Ζガンダム（レストア機）も参照）。また書籍『GUNDAM WEAPONS マスターグレードモデル"Ζガンダム"編』では、半世紀を経てジャンクの山から発見され、各種実験のテストベッドとして酷使された後に破棄されたΖガンダムの残骸を民間の手で変形・飛行可能にまで再生する物語『FLYING 51年ぶりの飛翔』が収載されている。アニメ『機動戦士ガンダムF91』の設定資料によれば、サイド4のロイ・ユング戦争博物館に1/1レプリカが陳列されたとしている。
アニメ『機動武闘伝Gガンダム』では、デビルガンダム迎撃のため出撃した大量のガンダムの中に、凱旋する本機が一瞬だけ確認できる。

#### 設定の変遷
テレビ版ではカミーユ・ビダンがアーガマのコンピューターを借り、半ば個人的な趣味でガンダムMk-IIとリック・ディアスのデータに独自の装甲（フライングアーマー）を追加して設計し「ゼータガンダム」と名づけられたプロットが存在し、それがΖガンダムの開発に大きく寄与したことをうかがわせる描写がある。「1/100 MG（マスターグレード） ゼータガンダム」などの劇場版『機動戦士Ζガンダム A New Translation』が公開されるまでに発売されたプラモデル組み立て説明書に記載されている機体解説では、「カミーユ・ビダンの基本設計のプロットの協力の基で開発された」との解説がある。本編終了後に展開された『Ζ-MSV』では、かねてから進行していた可変MS開発計画と、プロトタイプの機体（後述するプロトΖガンダム）がカミーユ案とは別に存在したという設定が新たに加えられ、そこにガンダムMk-IIから得られたフレーム機構の技術とカミーユの案を組み込む形でΖガンダムの完成形へと結実した解釈へと変わっていった。
劇場版『機動戦士Ζガンダム A New Translation』ではカミーユがデータを作成していた一連のシーンが割愛されている。劇場版にてΖガンダムが初登場した2作目『機動戦士ΖガンダムII A New Translation -恋人たち-』の公開と並んで発売された「1/100 MG ゼータガンダムver.2.0」組立説明書の機体解説では、カミーユの設計案についてはほとんど触れられていない。白石琴似の漫画『機動戦士ΖガンダムII- 恋人たち-』では、カミーユの専用機として作られたとしている。

## プラモデル
Ζガンダムの、メカデザイナー主導でバンダイ社の玩具製造部門との事前連携がない、複雑でトリックアート的な変形機構は、変形可能な立体商品化の大きな制約になった。射出成形金型製品の品質は予算で決まるため、子供向けで価格制約が厳しいプラモデルにおいてこの変形機構の安定的な再現は当時ほぼ不可能だった。完成済み玩具製品のジャンルでも完全変形モデルとしていくつか発売されたが、これも現代のラインナップ製品に比べれば開発予算や価格が安く、出来の良い製品は見受けられなかった。当時ライバル商品だった超時空要塞マクロスのVF-1バルキリーにおいては、メカデザイナーの河森正治が造形マニアでもあったため変形実現性の検証を重ねており、また想像の産物ではなく実在する戦闘機がモデルだったこともあり、変形商品化にさしたる制約が無かったのと対照的である。
このような複雑な変形機構、またΖガンダム自体のヒーロー性により、RX-78-2 ガンダムと同様、プラモデル（ガンプラ）においてはその時代時代の新技術を披露するモデルにしばしば使われる。『機動戦士Ζガンダム』放映当時1985年にバンダイが発売したΖガンダムのプラモデル4種（1/220、1/144、1/100、1/60）のうち、変形可能なのが1/100のみであり、完全変形するがプロポーションはMS時・WR時ともに難点のあるものだったことからも開発の難しさがうかがえ、これも製品企画段階では差し替え変形の予定であった。開発が難航し試作品すら出来上がらないため、販促のTVCMでセンターに飾られる1/100フラッグシップモデルには、プロモデラー制作によるフルスクラッチモデルが採用されている。 以降も現在に至るまで、キットの改造、フルスクラッチを含め、個人が完全変形および差し替え変形を自作した作例は僅かにとどまっており、造形難易度の高さを示している。
1990年発売の「1/144 HG（ハイグレード） ゼータガンダム」のキットでも、変形に際してのパーツ強度の問題（ポリスチレン樹脂のみで構成される製品の弱点）から「ウェイブシューター」と呼ばれるキット独自の簡易変形形態を採用、これは1988年発売のΖプラスとほぼ同様の変形方法になっている。
1996年発売の「1/100 MG ゼータガンダム」では、可動部のABS採用により強度を向上し、従来不可能だった可動部再現や耐久性確保が可能となった。基本変形方式は旧キットを踏襲しつつ、背部フライングアーマーの翼部を外に広げて腕を収納するスペースを作る、フライングアーマーのアームを多関節収納にしてスリム化する、各部を徹底的に削り込んでスリム化する、などのオリジナル要素によって薄くスタイリッシュなWR形態への完全変形を実現し、以降の完全変形キットでもこの方式がベースとなっている。それでも関節部の保持に問題があり、後に発売された「1/60 PG（パーフェクトグレード） ゼータガンダム」と「MG ゼータガンダム ver2.0」ではそれを踏まえた関節部分の保持の強化が行われている。ただしPGの場合はむしろ全重1kg近い重量への対策という点が大きかった。
2003年発売の「1/144 HGUC（ハイグレード・ユニバーサルセンチュリー）43 ゼータガンダム」ではプロポーションの改善を目的とし、完全変形をオミットしWR形態の上半身を差し替え用の別の部品を用意することで再現し、これまでの問題を解決し実用強度を確保している。これは「ガンプラ・エボリューション・プロジェクト」の最初の製品としてリリースされ肩関節や股関節、腰部の可動域拡大を図った「1/144 HGUC 203 ゼータガンダム」でも受け継がれる。このコンセプトに沿った形で2008年に「1/35 JG ゼータガンダム」も商品化された。
前述の「1/100 MG ゼータガンダム ver2.0」（2005年発売）では、前モデルの形状を踏襲しつつも、大幅に部品点数と可動部を増やし、より薄いWR形態、確実な関節保持性、塗装不要部分の増加、シャープで精密な成形、などを実現。その反面、組み立て工程が大幅に増えて初心者にはハードルが高く、価格も倍近くになり、上級者向けのモデルとなっている。この製品コンセプトは後のあらゆるMGキットの共通項となった。
元祖SDガンダムやBB戦士では2頭身ながら変形が可能だが、そのために頭を取り外さなければならない。漫画『元祖! SDガンダム』ではその点が頻繁にネタにされていた。
WR形態の接地では、MGとPGでは劇中のようにシールドとフライングアーマーにランディングギアを接続する形だった。しかしHGUCでは下部に接続したハイパー・メガ・ランチャーにギアを取り付ける形となった。MG ver2.0では付属ディスプレイスタンドでの空中展示が推奨となり接地用具自体が付属しておらず、これらは旧キット1/100においても付属していない。
2012年にはHGシリーズの上位モデルのRG（リアルグレード）シリーズとして発売。1/144では初の組み換え無しでの完全変形となった。しかしサイズの制約上、また新採用のMSジョイントの不具合から、動かすとすぐ破損する苦情やその補修方法の紹介がインターネットを中心に少なからず見受けられ、Ζガンダム変形キットの設計の難しさをうかがわせる。

## バリエーション

### 小説版Ζガンダム
総監督の富野由悠季が執筆した小説『機動戦士Ζガンダム』（講談社版）のために、永野護がアニメ版とは異なるデザインのΖガンダムを2種類デザインしている。1つ目は小説第1巻の扉絵や『DESIGNS 永野護デザイン展』（2024年）で公開されたイラストに描かれたデザインで、頭部にＶ字アンテナのあるアニメと近いものとなっている。2つ目は小説第3巻と第5巻の表紙、および模型誌『GUNDAM WARS PROJECT Ζ』のカバーを取った表紙に描かれた「百壱式」なるΖガンダムで、アニメ版とはかけ離れたガンダムとは思えないデザインとなっている。永野曰く「機体はアナハイム製で、RX型ガンダムとリック・ディアス系MSのミックスアップバージョン」。額や側頭部にモノアイを搭載し、背中には2基のグライ・バインダーを装備している。また小説第3巻の裏表紙には永野版のウェイブ・ライダーが描かれている。

### Iフィールド・クロー＆Iフィールド・ブラスター装備
アプリ『機動戦士ガンダム U.C. ENGAGE』に登場。ビーム・ライフルとシールドの代わりに右腕にIフィールド・クロー＆Iフィールド・ブラスター、左腕にビーム・ライフル内蔵型実体剣（ウェイブライダー形態時に機首として使用）を装備した状態。

### ウェイブシューター装備型
可変後退翼装備のフライングアーマーと、専用サブユニットを装備した状態。後のΖプラスの仕様に反映されている。1/144スケールのプラモデルキット「HG Ζガンダム」の開発にあたり、該当のサイズで変形可能なように1/144Ζプラスをベースに設定・デザインされた。フライングアーマー部分にはこのほかにも複数のバリエーションが存在した。

### フルアーマー陸戦型Ζガンダム
漫画『機動戦士Ζガンダム Define』に登場。キリマンジャロ基地攻略に備え、ニューホンコンでΖガンダムを改修した機体。全身に追加装甲を施した結果、変形は不可能になった。胸部にはIフィールド発生器、武装は両肩にミサイル・ランチャー、膝にサブアームとビーム・サーベルを追加装備している。

### Ζガンダム（前期型・中期型・後期型）
書籍『マスターアーカイブ MSZ-006 Ζガンダム』において設定された。イラスト担当は瀧川虚至。
MSZ-006-1は従来の設定でもアップデートが行われていたが、同書籍では過去のデザインや設定を再構成したうえで1号機に前期型・中期型・後期型が存在するものとして扱っている。資料内では言及されていないが、各仕様の造形は過去に発売されたΖガンダムのプラモデルと酷似している。
前期型（0087年7月～）
ΖガンダムMk-IA型を経てロールアウトした0087年7月頃の仕様。0087年11月頃にはFXA-01K型（ウェイブシューターユニット）に換装されたこともある。
中期型（0087年12月～）
0087年12月以降の仕様。フライングアーマーをFXA-01B型に更新している。初期型と比較して肩部は内部フレームの変更のほか前後装甲のスパイクノズルとプロペラントタンクが一体化され、胸部は外装埋込式のレーダーユニットを設置、初期型のアンテナといった一部の機能が一点に集約されるなど、細かな変更点は多岐にわたる。資料内で「中期型以降」という表現が多用されている通り、後期型とは比較的多くの部分が共通する。
後期型（0088年3月～）
第一次ネオ・ジオン戦争初期の0088年3月に行った最後の改修後の仕様。フライングアーマーをFXA-01C型に更新し、胸部サイズや腕部フレームをΖプラス仕様に変更、スカートアーマーはジェネレータ出力の強化や大型化、脚部はジェネレータの換装とラッチの増設が為された。後に「HG Ζガンダム［U.C.0088］」として一部デザインを変更したものが商品化されている。

## Ζガンダム3号機
『ガンダム新体験-0087-グリーンダイバーズ』に登場（型式番号：MSZ-006-3）。カラーリングデザインは藤田一己。
宇宙世紀0087年12月6日の「プロスペロー号落下事件」発生の際、生存者の救出にあたったカラバの機体。型式番号の「-3」および「3号機」の名称は、あくまで機体の仕様（バージョン）を示すものであり、ベースとなった機体そのものは『マスターアーカイブ Ζガンダム』の第3ロット説、『マスターピースロールアウト Ζガンダム』の2号機に続く予備機説、『GジェネDS』ゲーム内解説での2機目説などがある。
この時点では制式にカラバに配備されていたものではなく、評価試験中の機体である。大気圏内用の主力TMSとして購入を検討中のカラバの注文に合わせ、数々の追加装備が用意されている。そのため、同一の機体でありながらも後述するホワイト・ゼータ、ストライク・ゼータのように時期によって形状やカラーリングの細部が異なる姿が確認されている。いずれも白を基調に一部グレーを配し、紫のラインが入ったパターンが印象的である。プロスペロー事件当時は高高度迎撃用のオプション・ブースターがテストされており、数度の作戦をこなしたあとは元のMSZ-006-1仕様に戻された。
カラバは少数の機体で多大な戦果をあげることを求めており、地球の如何なる戦線にも短時間で戦力を投入する「全地球NT戦力即応派遣構想」を提示し、そこで注目されたのが当時評価試験中の3号機だった。しかし出資者のAE社はより廉価なΖガンダム量産機を企図していた。「一年戦争時の英雄」とも評されるアウドムラ隊の有力パイロットの要望により3号機の受領は実現はしたものの、テストによって搭乗者にNT的素養が求められる程の複雑な操縦性が明らかになり、パイロットの編成が障害となって構想は自然消滅。最終的にカラバ首脳部は部隊配備が可能な「ゼータをベースとした量産機」の導入を判断した。
パイロットの「カラバ兵士」の声を古谷徹が担当。古谷自身はこのキャラクターを「アムロ・レイとして演じた」と明言している。本機が登場するゲーム作品では搭乗者をアムロ・レイとしている。
U.C.の正史ライン上で公式に確認された機体ではないとされるが、カラバのゼータ量産機の導入までのミッシングリンクとして一部資料では同一ライン上の設定に組み込まれている。
『GUNDAM EVOLVE../9』では、後述のホワイトゼータ、グレイゼータ、レッドゼータが登場。こちらのデザインは一式まさと。

### Ζガンダム3号機（初期検証型）
「ガンダムフロント東京」内の有料上映ブース「DOME-G」の映像作品『Competition of NEW GUNDAM -RED or WHITE-』に登場。
シミュレーション上の機体で、カミーユ機の改良を想定しているが、スペックの数値は原型機と変わりない。オプションのロケットブースターも予定されている。塗装は別機として完成した上記の機体とカラーは共通するが、塗り分けのパターンは大きく異なり、グレーが多く配されている。

### ストライク・ゼータ
ムック『マスターピース ゼータ・ガンダム』に登場。型式番号：MSZ-006-3S。名称は宇宙世紀0088年上半期のAE社株主向けの報告資料に記載されていた通称による。
『グリーンダイバーズ』の3号機がFXA-01K-VW2（ストライクユニット）に換装した大気圏内強襲用のテスト仕様で、各部にカラバの注文を反映したオプションパーツを装備する。ストライクユニットはFXA-01K ウェイブシューターユニットの発展型にあたる大型フライングアーマーであり、サブユニットにハイパー・メガ・ランチャーとミサイルベイ、ジェネレーター、スラスターを搭載。本体に大きな変更点はないがサイドアーマーに可動式ビームカノンを追加装備している。AE社がカラバにゼータを売り込むために貸し出した機体であり、ストライクユニットの型番などからもΖプラス系との関連性が示唆されている。
サブユニットの複合サイクルエンジンにより低速からマッハ10の極超音速域での飛行が可能となっており、1つのエンジンで4つのエンジンの特性（ジェットエンジン、ラムジェット、スクラムジェット、ロケットエンジン）へと構造的に切り替えられるようになっている、MSZ-006-1（カミーユ機）で実証された高火力を大気圏内で運用することを目標としており、変形用サブユニットにメガ・ランチャー級の火器を仕込んで多用途化させている。搭載可能な各種ミサイル、爆弾も合わせ総合的な破壊力は1号機以上とされ、航空力学に基づいた設計と高機動性、あらゆる目標を撃破可能な高火力を備えた「スーパーマルチロールMS」と呼べる機体とされる。

### Ζガンダム3号機A型（ホワイト・ゼータ）
『EVOLVE../9』に登場。型式番号：MSZ-006-3A
プロスペロー事件で活躍した3号機に改良を施したもの。ベースとなったΖガンダムから胸部・フロントアーマー・脚部・ウィングなどに若干の変更点があるが、大きな形状の変更は見られない。機動性の向上が図られ、パイロットであるコードネーム「ホワイト・ユニコーン」の操縦に敏感に反応するようチューンが施されている。ティターンズのサイコシップ・「ゲミヌス」迎撃任務のため、カラバのチャクラ研究所に配備される。
チャクラ研究所に侵攻するゲミヌスを衛星軌道上で迎撃するため、グレイ・ゼータ、レッド・ゼータとともにブースターを装備して打ち上げられる。チャクラ研究所からの無差別砲撃を回避中にゲミヌスの腕部サイコミュに捕まり、大気圏へと押し込まれ戦線を離脱する。
2007年にバンダイより発売されたプラモデル「1/100 MG Ζガンダム ホワイトユニコーンカラーVer.」のカラーリングはいずれのバリエーションとも微妙に異なるオリジナルのものである。また、漫画『機動戦士ガンダムUC テスタメント』に同一のカラーリングと思われるシミュレーション上の機体が登場する。

### Ζガンダム3号機B型（グレイ・ゼータ）
『EVOLVE../9』に登場。型式番号：MSZ-006-3B
Ζガンダム3号機の火力増強型。パイロットのコードネームである「グレイ・ウルフ」に倣いグレイ・ゼータと名付けられているが、カラーリングは黄色。当初は「グレイ・ウルフ」の依頼通り灰色のカラーリングが予定されていたが、耐ビームコーティング性能を高めるために現在のカラーリングになったという。そのため劇中では「イエロー・ゼータ」とも呼ばれている。「グレイ・ウルフ」自身はこの色があまり気に入っておらず、本人は「バスター・ゼータ」と呼称している。コクピットはパイロットの特性に合わせ、全天周囲モニターでありながらザクなどの第1世代MSの仕様に忠実なパネル式分割モニター表示に設定されている。武装として大型ビーム・ランチャーやビーム・マシンガン内蔵型サブ・ユニットを装備する。大火力を安定させるため換装されたテール・スタビライザーは翼状に開いた形となるため、従来のΖガンダムとは趣が異なっている。また、他の3号機仕様のΖガンダム同様オプションブースターを装備することもできる。
ゲミヌス迎撃作戦では、強大な火力にはおよばないと察し、ホワイト・ゼータにすべてを託し、特攻して体当たりし爆散する。

### Ζガンダム3号機P2型（レッド・ゼータ）
『EVOLVE../9』に登場。型式番号：MSZ-006-P2/3C
チャクラ研究所で開発された新型のサイコミュであるサイコ・ニュートライザーを搭載し、Ζガンダム3号機C型をニュータイプ専用機に改良した機体である。このシステムはパイロットの思考がダイレクトに反映される機能を有しており、そのため従来のコクピットとは仕様が異なる。また、任意でリニアシートモードに変形させることが可能で、特にMA形態時にこの形状にする場合が多い。フライングアーマーの形状も従来のΖガンダムとは異なっており、外部の情報をパイロットに直接取り入れるために各部に配置されたフィンが特徴的である。当初は「ジョニー」というパイロットの搭乗が予定されていたが、その人物がリタイアしたことによってユウリ・アジッサがコードネーム「レッド・スネーク」としてパイロットを務めることとなる。
ゲミヌス迎撃作戦では、サイコ・ニュートライザーのユウリへの最適化を完了するためホワイト・ゼータ、グレイ・ゼータに遅れて到着するが、ゲミヌスにシステムへの侵入を許し機密情報を盗まれ、チャクラ研究所の位置も知られ長距離ビーム砲撃で砲撃される。アムロの呼びかけによりユウリは目覚め、カミーユ機のような球状のビーム・バリアーを展開。さらにゲミヌスの腕部サイコミュをサイコミュ・ジャックにより我が物とし、ゲミヌスの頭部を握りつぶす。本機はゲミヌスとともに地球に降下、ゲミヌスは地上に激突し爆発するが、本機はMS形態のまま不時着しユウリも生還している。
書籍『ガンダムMSグラフィカ』によれば、この機体の仕様は「ジョニー」の意向を取り入れた物であり、赤い塗装に関しても彼の要望だが、納入された機体色はグレイ・ウルフのように彼の好みとは違った色味だったらしい。また、当初の機体には彼の一年戦争時代のパーソナルマークが施されている。しかし、周囲からはニュータイプの素養に期待がかけられており、ニュータイプ能力を拡大するための薬物投与から後遺症に陥り、出撃を前にリタイアを余儀なくされている。のちに彼はフリーランスの傭兵「ライトニング」として復帰し、宇宙世紀0097年に別の任務でΖガンダムを駆ることとなる。

### Ζガンダム2号機
ムック『マスターピース ゼータ・ガンダム』に登場（型式番号：MSZ-006-2）。ここで登場するものは性能評価試験用に2号機を換装した電子戦用テスト機であり、サブユニット（シールド）を大型ディスクレドーム装備のものに換装したAE社の機体。書籍『機動戦士Ζガンダム大事典』（ラポート）には中表紙の池田繁美によるイラストで「02」のマーキングが入った赤いΖガンダムが登場している。

## Ζプラス
『ガンダム・センチネル』に登場。カラバ・連邦軍で採用されたΖガンダムの再設計機。Ζガンダム3号機などでテストされた機構を反映して製作され、大気圏内用のA型や宇宙用のC型など、多数のバリエーションが存在する。

### リ・ガズィ
型式番号：RGZ-91。Ζプラスバリエーションの一つであるR型のコンセプトを継承し、Ζガンダムのフレームを流用した量産機の開発を指標とした試作機。

## プロトΖガンダム
『Ζ-MSV』に分類される。
Ζガンダムの試作機であるが、この時点では可変機構は導入されていない。ガンダムMk-IIがAE社に届いた時点にロールアウトし、本機のフレームやアビオニクスを流用することで、短期間でΖガンダムを完成させている。
合計3機が製作され、各機に頭部ユニットをはじめとした異なるデバイスをそれぞれ搭載して比較実験をおこなっている。頭部はX1が百式型、X2がディアス型、X3がネモ型となっており、Ζガンダムには百式型（ただしIDEシステムは搭載されていない）、のちの量産型Ζガンダムにはネモ型が採用されている。
なお、Ζプラスに対してΖガンダム自体を「プロトΖ」や「プロト機」と呼称する場合もある。
漫画『機動戦士ガンダム ピューリッツァー -アムロ・レイは極光の彼方へ-』では、重力下試験のためにAEキャリフォルニア支社に送られたまま倉庫に眠っていたX1型が、0095年5月に職員のカトーの手引きでニュー・ケネディの戦争博物館に寄贈される。

## 量産型Ζガンダム
『Ζ-MSV』に分類される。
Ζガンダムから変形機構を廃した量産型として開発され、頭部はツインアイやV字アンテナをもたないものになっている。百式改およびその量産型とのコンペティションに敗れ、計画は中断する。
劇中での活躍
漫画『機動戦士ガンダム U.C.0094 アクロス・ザ・スカイ』では、マリアナ基地の「エリアX」にガンダムデルタカイとの技術比較検証用として配備されていた機体に、フレスベルク隊のペスコ・リンガ少尉が搭乗する。

## ΖII
『Ζ-MSV』に分類される。当初の名称は「ΖガンダムMK II（簡易変形タイプ）」であった。
Ζガンダムの発展型で、先行して開発されていたメタスの構造を取り入れて変形機構を単純化し、生産性と操縦性を向上させている。
MA形態は大気圏突入ができず、大気圏内での飛行能力ももたないが、Ζガンダムにちなんで便宜上「ウェイブライダー形態」と呼ばれることが多い。宇宙戦闘機としては優秀であり、加速性能は当時のMSを凌駕する。
スペック的に同時期のMSと比較しても遜色なく、コスト・パフォーマンスも高く評価され、量産化に対する問題も少なかったため生産寸前までこぎ着ける。しかし、当時のエゥーゴの財政は逼迫しており、ΖΖガンダムの開発が優先されたため、一時的に廃案となる。しかし、第一次ネオ・ジオン抗争中期にエゥーゴ参謀本部の開戦派によって少数が生産されている。塗装は白・青・赤のトリコロールを基調とするが、ほかのガンダム・タイプより青の部分が多い。
頭部はΖ系のものとなっているが、ロールアウト当初はカメラアイ間に保護パーツがあり、バルカン砲は装備されていない。マスタッシュ配備機は、カメラアイ間に保護パーツがなくバルカン砲がある頭部に変更されたといわれる。
その後、宇宙世紀0095年に本機のコンセプトが流用され、可変式量産型MSリゼルとして地球連邦軍で採用されるに至っている。
武装
メガ・ビーム・ライフル
本機の主兵装。WR形態時では機体各部のジェネレーターと直結して、ハイパー・メガ・ランチャーに匹敵する威力を発揮する。銃口からビーム刃を発生させることも可能。
ビーム・ライフル
Ζガンダムと同型のものを使用する。
ビーム・サーベル
エゥーゴが調達していた汎用品で、ジムIIIなどと同じデバイズが採用されている。なお、収納部位は不明。
クレイ・バズーカ
リック・ディアスや百式のものと同型。背部ラッチに2基装備することができ、WR形態でも使用可能。
当初の設定にはなかったが、アクションフィギュア『GUNDAM FIX FIGURATION』で初めて付属され、本機の武装としても認知されるようになった。
劇中での活躍
漫画『機動戦士ガンダムΖΖ外伝 ジオンの幻陽』では、宇宙世紀0088年10月のエゥーゴによるアクシズ攻略戦において、旗艦であるアイリッシュ級戦艦「マスタッシュ」所属のケイ・キリシマ大尉が搭乗。メタスやパブリクとともにビーム撹乱幕搭載ミサイルを装備して出撃、撹乱幕形成後はネオ・ジオンのバーン・フィクゼス大尉のドライセンと交戦し、右脚を切断されながらも撃破寸前まで追い詰めるが、ソーラ・システムの照射時刻が近づいたため帰投する。この戦闘においては、当初予定していた通りの良好な性能が示されている。
ゲーム『機動戦士ガンダム外伝 ミッシングリンク』では、トラヴィス・カークランドがAE社にパイプがあったことから個人所有機として購入し、宇宙世紀0090年でのネオ・ジオンによるグレミー派掃討での任務でヴィンセント・グライスナー搭乗のギラ・ドーガ、クロエ・クローチェ搭乗のトーリスリッターとともにアンネローゼ・ローゼンハイン搭乗のクィン・マンサと交戦する。塗装はトラヴィスが一年戦争時に所属していた「スレイブ・レイス」の部隊カラーを踏襲した濃淡グレーを基調とする。

### ΖII V型
宇宙世紀0089年を描いた漫画『機動戦士ガンダム ヴァルプルギス』に登場（型式番号：MSZ-008V）。
アクシズ攻略戦でΖIIの実戦データが手に入ったことから、いくつか製作された改良機のひとつ。白兵戦能力を向上したモデルで、腕部はΖガンダムと同規格のものに変更することで武装が追加されている。頭部ツインアイがバイザー化されているのが特徴。武装はGディフェンサーのロング・ライフルの砲身にジム・ストライカーのツイン・ビーム・スピアを銃剣のように取り付けたものを携行し、リ・ガズィのBWSの機首ビーム・キャノンに類似したユニットに収納式のスラスターを追加したものを左腕にシールドのように装備する。
アーガマ改級強襲巡洋艦「ユーロン」に配備され、ハウンド隊隊長のセイン・アマディオ大尉が搭乗する。
前日譚に当たる漫画『機動戦士ガンダム ヴァルプルギスEVE』ではグラナダ製とされ、Ζ系列機のいずれかの量産化を目指すAE社内の企画「コンペティションΖ」に参加。0088年5月初旬に「足切り役」のメガライダーと性能比較フライトをおこない、機動性で勝利する。

#### ΖII V型Bst仕様
ΖII V型の脚部に専用のブースター・ユニットを装備した高機動仕様。
膝部にランディング・ギアとマイクロ・ミサイル・ポッド、下腿部側面に可変式のウィング（前進翼）とプロペラントタンクが一体となったブースターを装備。本来は単独離脱用装備である。ユニットは戦闘中にパージ可能。
サイド2コロニー「オリンポス」から脱出する「ユーロン」の陽動のため、待ち構えるネオ・ジオン残党部隊の中央をWR形態で単機で突破しようとするが、エルナルド・バトのザク・マシーナリーに左側ブースターを狙撃される。

#### ΖII V型Hi-Bst仕様
ΖII V型Bst仕様の肩部に脚部と同型の予備ブースター・ユニットを装備し、両肩両足計4基とした現地強化改修仕様。

### リゼル
ΖIIから派生したΖガンダムの本格量産型であると同時に、ジムおよびジェガン系列にも連なる可変量産機。型式番号：RGZ-95。名称は「リファイン・ゼータ・ガンダム・エスコート・リーダー」の略。

## 派生機
MSZ-007 Ζレイピア（開発コード名：ηガンダム）
Ζガンダムの完成後にロールアウトした同意の位置にあるとされるMS。本来の名称はηガンダムであるが、「レイピア」「レイピアI」「ΖレイピアI」とも呼称される。量産型Ζガンダムとの型式番号の重複や、「θガンダム」と「ιガンダム」にも開発コードであるギリシャ文字順と完成順に逆転が生じているなど、当時の複雑で混乱した開発状況が見受けられる。
TMS-007X Ζグスタフ
漫画『サイドストーリーオブガンダムΖ』に登場。ジオン直系の技術で建造された新鋭可変MS。アニメ版におけるΖガンダムの位置に相当する機体だが、「ガンダム」の名は冠していない。一年戦争時のア・バオア・クー攻防戦において、破棄されたRX-78-2（ガンダム）のAパーツ残骸を脱出間際のジオン兵が回収。そこから得られたデータを基にフラナガン機関のニュータイプ研究の成果などを結集し、完成させた。頭部はガンダム的な意匠をベースとしながらも、ジオンMSらしく額にはモノアイも設置されている。なお、本作はファーストガンダムから別の歴史を辿った『Ζガンダム』のアナザーストーリーであり、エゥーゴはジオン残党直系の組織であるなどアニメ版とは異なる勢力構図として物語が描かれている。
A/FMSZ-007II ZETA
漫画『機動戦士ガンダム ジオンの再興』などに登場。Ζガンダムの本格量産型。部品を地球連邦軍の規格に変更、コストダウンと軽量化に成功したが、耐久性は低下している。主武装は実体弾を射出するEG-120 スマートガン（新ジオンの再興ではハイパー・メガ・ランチャー）。WRでの姿勢はアニメとは上下反対だが、大気圏突入時はアニメと同じ姿勢になる。フライングアーマーは宇宙用と大気圏内用があり、大気圏内用は翼の部分が可変後退翼になっており、かつてのF-14戦闘機を思わせる姿をしている。また、両フライングアーマーともハードポイントがあり、爆弾、ミサイル、増槽が搭載可能。
作中では、大気圏突入をしてスカンジナビア半島のジオン軍基地を攻撃、作戦終了後フライングアーマーなど装備を換装のうえ、地球上での長距離攻撃任務に就く汎用性を見せている。また、空挺師団の主力機として複数が運用されており、制空権確保のための制空戦闘も行っている。
漫画『機動戦士ガンダム 新ジオンの再興』では、大型のキャノン砲を装備した長距離射撃用Ζガンダムや、円盤状のレーダーを備えた早期警戒管制機リコン・ゼータも登場している。
MSZ-006PL1 Ζプルトニウス
漫画『機動戦士ガンダム ムーンクライシス』に登場。宇宙世紀0099年に衛星軌道警備隊に導入された可変MS。Ζプラスのフレームを利用したΖ>（ゼータプロンプト）とは異なり、フレームを再設計して大型化することによって両変形モードでの強靭さと死重量のなさを売りにしている。大気圏突入も可能と推測されるが、劇中に描写はない。なお本作は、Ζガンダム系列機が量産されたという独自の設定のため多数の派生機が登場する。
ΖガンダムMk-IA
雑誌『マイアニメ』1985年10月号に掲載された『ウィリアム・A・ブリッジマンの手記』に登場。可変試験機のガンダムMk-IV Bを経て開発されたゼータの初期型。『マスターアーカイブ Ζガンダム』では『手記』の設定を採り入れ、複数生産された内の1機（ブリッジマン搭乗機）は約一ヶ月の間各種試験と調整を行って実践仕様を策定、改善された1号機が劇中のΖガンダムとされている。ブリッジマンの手記において酷評されていたMkIV Bと異なり、この時点で変形システムは実用に耐え得るものとなっている。デザインはモビルアーマー形態のみ公開されている。
FA-006ΖG フルアーマーΖガンダム
漫画『超戦士ガンダム野郎』で初登場し、同名の機体が複数登場した。主人公 天地大河が使用した機体はリ・ガズィのBWSで作ったアーマーを装備しており、本体のΖは変形ギミックの無いキットだったため変形できなかった。
二度目は謎の覆面トレーナーが使用し外した装甲パーツは合体してサブフライトシステムになる。３度目は再び大河が使用し覆面トレーナーの物と同じくサブフライトシステムになるが戦闘機寄りのデザインとなった。
雑誌「ガンダムマガジン」に登場。フライングアーマーを外し、MS形態の機体装甲の強化を目的とした増加パーツを取り付けた形態。流出したAE社のパンフレットにその機体紹介が存在するが、マニアによるフェイクである可能性が指摘されている。
MSZ-006C Ζガンダム（量産型）
PC-98用ゲーム『機動戦士ガンダム アドバンスド・オペレーション』に登場。エゥーゴのΖガンダムをベースに連邦軍が量産した大気圏内用の機体。生産性を高めた結果、MS形態における耐弾性・機動性が低下しているが、拠点制圧には欠かせない存在とされる。外観は原型機と大差ない。ペガサス級強襲揚陸艦「イルニード」に数機配備されており、0089年12月に連邦軍に亡命したネオ・ジオン穏健派のセラーナ・カーン外務次官も搭乗する。
ハーフゼータ
漫画『機動戦士ゼータガンダム1/2』に登場。型式番号、正式名称は不明であり、この名称はパイロットのエドガー・エドモンド・スミスによる。
AE社製の可変MSの試作機をカラバが譲り受け、外装をΖガンダムに似せた機体。部分的に百式に共通する意匠ももち合わせていることなどから、もとになった可変試作機は百式の建造時に利用されたものと同様の機体ではないかという説がある。
機首や主翼を巨大なシールドにまとめることで可変機構を簡略化しているが、シールドに被弾しすぎると揚力を失って飛行不能になるという欠点をもつ。一方で、巨大なシールドを取り回すために非常に腕力が強いという、ある意味本末転倒な長所をもっている。試作機ゆえに性能に偏りがあり、総合的にはネモの方が断然良いと周りに言われながらも、グリプス戦役終結まで戦い抜いている。
漫画『機動戦士クロスボーン・ガンダム ゴースト』でも本機についての話題が出ている。また、漫画『機動戦士ガンダム ピューリッツァー』では、カラバ内でアムロ・レイの動向が重要機密となり、影武者（女性含む）まで用意されたと語るベルトーチカ・イルマの回想の中に、Ζガンダム3号機やシュツルム・ディアスらとともに登場している。
Ζ2ガンダム
ゲームブック『機動戦士ガンダムΖΖ vol.3「エニグマ始動」』に登場。エースパイロット用に少数が生産されたΖガンダムのうち、KWSK750という反応炉を搭載した機体。ある炉温でのみ極めて高い出力を発揮するというKWSK750の特性によって、「暴れ馬」と呼ばれるほどのピーキーな機体となっている。機体名の読み方はΖII同様の「ゼッツーガンダム」だが、機体形状はΖガンダムのものに近く、ΖIIには不可能な大気圏内での飛行も可能である。
作中ではキエフ付近で主人公が乗るネオ・ジオンのMSと交戦する。
Ζガンダム[森林迷彩型]
カードダス『ガンダムコンバット』に登場。所属はRX国コロニー。機体塗装が緑を基調にしたものに変更されているほか、背部にガトリング砲が装備されているなど、武装の仕様などに通常のΖガンダムとの差異がある。
Ζガンダム[海中型]
カードダス『ガンダムコンバット』に登場。RX国コロニーに所属するMS。背部や脚部などに水中戦のための各種装備を装着している。武装はハイパー魚雷など。
MSU-010 ΖガンダムMK-II
雑誌上のパロディ企画『機動戦士Oガンダム 光のニュータイプ』に登場。新生エゥーゴが運用するΖガンダムの量産型で、総合的な性能はΖガンダムと同等だが、量産化のために可変機構がオミットされ百式に近い性格の機体となった。主人公タロ・アサティの最初の搭乗機とされている。

### その他の関連機体
MSZ-010 ΖΖガンダム（開発コード名：θガンダム）
Ζガンダムの直系の発展型。機体コンセプトは異なり「RX-78 ガンダム」の復活で、合体・変形機構を備えている。
MSA-0011 Sガンダム（開発コード名：ιガンダム）
究極のガンダムを目指した機体で、ΖΖガンダムと同時開発とも再設計機ともいわれ、ΖΖガンダムと同様に合体・変形機構を備えている。
MSN-001 デルタガンダム / MSN-001A1 デルタプラス  / MSN-001Xガンダムデルタカイ
非変形タイプの百式系列の機体とは異なり、設計をδ（デルタ）計画案本来の可変タイプまで差し戻し、再設計した試作機。
AMX-107 バウ
ネオ・ジオンの可変分離型MS。ムック『MISSION ΖΖ』での出渕裕の発言によるとデザインはΖガンダムを元にしている。

## 備考

道の駅久米の里の模型。藤田一己オリジナルデザインのものを模している。

- 岡山県津山市の道の駅「久米の里」には、小説の挿絵に感銘を受けた地元のファンが挿絵を描いた藤田一己版に準拠したデザインで作製した約7m（3分の1スケール）のΖガンダムの模型が屋外展示されており、乗り込んで動かすことを予定している[108]。
- 兵庫県加古川市のJA兵庫南神野支店には高さ約2メートル、重さ約40キロのΖガンダムの木製模型が同支店ロビー内に展示されていた時期があった[109]。
- ゲーム『サンライズ英雄譚2』では、ゲームオリジナル設定として赤く塗装されたシャア・アズナブル専用機と百式と同じく金色に塗装されたクワトロ・バジーナ専用機が登場する。
- 『ホビージャパン』2000年5月号掲載のMAX渡辺の模型作例を原典とする、リファイン版Ex-Sガンダムのようなブルー・スプリッター迷彩が施されたΖガンダム エゥーゴ・カラバ所属/アムロ・レイ仕様機は、同年7月にJAF-CON限定のフィギュア『MOBILE SUIT IN ACTION!!』で商品化されている。2017年にはプレミアムバンダイ限定のRGでガンプラ化もされたが（商品名は『RGリミテッドカラーVer.』）、いずれも型式番号はMSZ-006とされ、後述の「3号機」と明言した資料はない。